# Botpalád
Botpalád is een plaats (község) en gemeente in het Hongaarse comitaat Szabolcs-Szatmár-Bereg. Botpalád telt 601 inwoners (2001).